# 1944 în film
- 1943 în cinematografie — 1944 în cinematografie — 1945 în cinematografie

## Premiere românești
- 1944 Escadrila albă

## Filmele cu cele mai mari încasări [SUA]
| Poziția | Titlu                       | Studio           | Actori                                              |
| ------- | --------------------------- | ---------------- | --------------------------------------------------- |
| 1.      | Going My Way                | Paramount        | Bing Crosby                                         |
| 2.      | Wilson                      | 20th Century-Fox | Charles Coburn, Alexander Knox                      |
| 3.      | Since You Went Away         | United Artists   | Claudette Colbert, Jennifer Jones și Shirley Temple |
| 4.      | Lady in the Dark            | Paramount        | Ginger Rogers și Ray Milland                        |
| 5.      | Meet Me in St. Louis        | MGM              | Judy Garland                                        |
| 6.      | Mrs. Parkington             | MGM              | Greer Garson și Walter Pidgeon                      |
| 7.      | Here Come the Waves         | Paramount        | Bing Crosby, Betty Hutton                           |
| 8.      | The Story of Dr. Wassell    | Paramount        | Gary Cooper și Laraine Day                          |
| 9.      | Winged Victory              | 20th Century-Fox | Lon McCallister și Jeanne Crain                     |
| 10.     | Hollywood Canteen           | Warner Bros.     | Joan Leslie, Robert Hutton, Dane Clark              |
| 11.     | The Princess and the Pirate | RKO              | Bob Hope, Virginia Mayo                             |
| 12.     | National Velvet             | MGM              | Mickey Rooney, Elizabeth Taylor, Donald Crisp       |
| 13.     | Gaslight                    | MGM              | Ingrid Bergman și Charles Boyer                     |
| 14.     | Thirty Seconds Over Tokyo   | MGM              | Van Johnson, Robert Walker, Spencer Tracy           |
| 15.     | Arsenic and Old Lace        | Warner Bros.     | Cary Grant, Raymond Massey                          |
| 16.     | Mr. Skeffington             | Warner Bros.     | Bette Davis, Claude Rains                           |
| 17.     | The White Cliffs of Dover   | MGM              | Irene Dunne, Alan Marshal                           |
| 18.     | Dragon Seed                 | MGM              | Katharine Hepburn, Walter Huston, Agnes Moorehead   |
| 19.     | Cover Girl                  | Columbia         | Rita Hayworth și Gene Kelly                         |
| 20.     | Frenchman's Creek           | Paramount        | Joan Fontaine și Arturo de Cordova                  |
| 21.     | Can't Help Singing          | Universal        | Deanna Durbin și Robert Paige                       |
| 22.     | To Have and Have Not        | Warner Bros.     | Humphrey Bogart și Lauren Bacall                    |

## Premii

### Oscar
Articol detaliat: Oscar 1944
- Cel mai bun film: Going My Way - Paramount
- Cel mai bun regizor:  Leo McCarey - Going My Way
- Cel mai bun actor:  Bing Crosby - Going My Way
- Cea mai bună actriță:  Ingrid Bergman - Gaslight
- Cel mai bun actor în rol secundar: Barry Fitzgerald - Going My Way
- Cea mai bună actriță în rol secundar: Ethel Barrymore - None but the Lonely Heart

### Globul de Aur:
Articol detaliat: Globul de Aur 1944
- Cel mai bun film: Going My Way
- Cel mai bun regizor: Leo McCarey, Going My Way
- Cel mai bun actor (dramă):  Alexander Knox - Wilson
- Cea mai bună actriță (dramă): Ingrid Bergman - Gaslight